# Ultravox
Ultravox (преслов. Алтравокс) су били британски новоталасни бенд, формиран у Лондону у априлу 1974. под именом Тајгер Лили (енгл. Tiger Lily). Између 1980. и 1986. снимили су седам Топ 10 албума и седамнаест Топ 40 синглова у Великој Британији, од којих је најуспешнији био њихов хит из 1981. године "Виена".
Од 1974. до 1979. године, певач Џон Фокс је био фронтмен и главна покретачка снага Алтравокса. Фокс је напустио бенд у марту 1979. како би започео соло каријеру. Након Фоксовог одласка, Миџ Јур је преузео место певача, гитаристе и фронтмена 1. новембра 1979. Јур је ревитализовао бенд и довео га до успеха на комерцијалним листама који је трајао до 1987. године, када се група распала.
Нова постава, коју је предводио клавијатуриста Бил Кари, формирана је 1992. године, али је постигла ограничен успех, са два албума која нису успела да доспеју на топ листе. Најпознатија постава бенда у саставу Кари, Јур, басиста Крис Крос и бубњар Ворен Кан је извела серију реунион наступа 2009. и 2010. пре него што је бенд објавио нови студијски албум Брилијант у мају 2012. који је стигао на 21. место на британској листи албума. У новембру 2013. Алтравокс је наступио као специјални гост на четвородневној турнеји по Великој Британији са Симпл Мајндс. Показало се да су ови наступи били последњи за Алтравокс, јер су 2017. и Кари и Јуре наговестили да је Алтравокс изгубио сврху да настави са постојањем.

## Музички стил и утицаји
Алтравокс је припадао музичким жанровима синт-попа, новог таласа и раног пост-панка. Као и многи други бендови који су формирали британски панк и покрете новог таласа, Алтравокс је био инспирисан уметничком школом глам рока . Музички гледано, Алтравокс је био под великим утицајем Рокси Мјузика, Њујорк Долса, Дејвида Боувија и Крафтверка.
У новембру 1984. Јур је био коаутор и продуцент сингла Бенд Ејда "Да ли знају да је Божић?" . Четири члана Алтравокса су се појавили на Лајв ејду и одсвирали четири своја хит сингла ("Reap the Wild Wind", "Dancing with Tears in My Eyes", "One Small Day" и "Vienna"). Последњи пут када су били на турнеји 1984. имали су двадесет и две клавијатуре на бини, а само провера звука трајала је пет сати, тако да је Алтравокс заправо изабрао песме које су могли да изведу са најмање опреме, без пробе и провере звука. 
1987. године се Алтравокс распустио. Кари је потписао уговор са ИРС Рекордс и снимио соло албум. Крос се повукао из музичког бизниса да би постао психотерапеут. Кан се касније преселио у Лос Анђелес да би радио у филмском бизнису. Кари и Робин Симон су се ујединили 1989. као бенд кратког трајања под именом Хуманиа, изводећи концерте уживо, али нису објавили албум све до 2006. године.

### Поновно окупљање бенда: 2008–2013
Септембра 2008. песме Виена и Рејџ ин Еден (у преводу: "Беч" и "Гнев у рају") су објављени у дигитално ремастерисаном формату са два диска, где је други диск садржао раније необјављен материјал. Дана 6. новембра 2008. стигла је званична најава: Ворен Кан, Крис Крос, Били Кари и Миџ Јур поново су окупили Алтравокс, за турнеју по Великој Британији од 15 дана у априлу 2009, под називом „Повратак у рај" (енгл. Return to Eden). Ово би био први пут да је класична постава бенда наступила заједно од Лајв ејда 1985. године. Први концерт је одржан у Единбургу  10. априла 2009.
У емисији на Радију 2 Би-Би-Сија 21. фебруара 2009, Јур је разговарао о турнеји, са сва четири члана најуспешније инкарнације бенда. Он је напоменуо да је ово окупљање било спонтано и догодило се веома брзо са члановима бенда који су разговарали и комуницирали онлајн (помоћу е-поште и скајпа). Интервју није открио да ли ће нови материјал бити снимљен као резултат поновне турнеје. У разговору за Сандеј мејл, Јур је изјавио да је окупљање било само једнократно и да неће бити новог материјала из групе. Рекао је: „Не покушавамо да повратимо своју младост и нећемо писати нове песме или снимати још један албум. Овде се ради о прослави наше музике и наше годишњице.“ 
|  |  |  |  |
|  |  |  |  |

30. новембра 2013, Алтравокс је извео свој последњи наступ у О2 Арени у Лондону, као специјални гости на четвородневној турнеји по Великој Британији са Симпл Мајндс. Дана 4. јануара 2017, Бил Кари је на свом званичном сајту објавио да је одлучио, да је после 43 године, његово време као члана Алтравокса завршено. У децембру 2017. Миџ Јур је у интервјуу за Дејли Екпрес открио да је мало вероватно да ће бенд бити даље реформисан.

### Утицај
Гери Њуман је изјавио да је оригинални Алтравокс из 1970-их имао најважнији утицај на његову музику. Алтравокс је такође имао велики утицај на ране Симпл Мајндс и Дјуран Дјуран.
Заједно са извођачима као што су Висаж и Гери Њуман, Алтравокс је био један од раних утицаја на техно музику. У својој књизи Енерџи Флаш, Сајмон Рејнолдс цитира Адама Лија Милера: „Увек добијем ударац када људи кажу да је прва 'техно' плоча била Сајботронов 'Стазе твога ума' (енгл. Alleys of Your Mind). . . За мене је то била само једна плоча новог таласа. Звучи јако слично као 'Mr X'' од Алтравокса.“

## Студијски албуми
- Алтравокс! (1977)
- Ха!-Ха!-Ха! (1977)
- Романтични системи (1978)
- Беч (1980)
- Бес у рају (1981)
- Квартет (1982)
- Ламент (1984)
- А-Вокс (1986)
- Откровење (1993)
- Домишљатост (1994)
- Брилијант (2012)